# バイロン・スコット
バイロン・アントン・スコット（Byron Anton Scott, 1961年3月28日 - ）、 はアメリカ合衆国の元北米プロバスケットボールリーグNBAの選手。現役引退後はバスケットボールの指導者となる。選手時代は1980年代のロサンゼルス・レイカーズに所属し、一世を風靡した"ショータイム・バスケット"の一員として活躍した。2008年には最優秀コーチ賞を受賞した。

## 選手キャリア

### ショータイム
アリゾナ州立大学でプレイした後、1983年のNBAドラフトにてサンディエゴ・クリッパーズ1巡目4位指名を受けるが、直後にノーム・ニクソンとの交換でロサンゼルス・レイカーズにトレードされた。スコットはこのレイカーズで、3つのチャンピオンリングと共に1992-93シーズンまでの10シーズンを過ごすことになる。
スコットはルーキーイヤーとなった1983-84シーズンから先発に抜擢され、平均10.6得点の成績を残し、オールルーキーファーストチームに選ばれた。2年目にはシューターとしての能力を発揮するようになり、スリーポイントシュート成功率43.4%は見事にリーグ1位にランクされ、平均15得点以上を稼ぎ出す有力なスコアラーに成長した。
当時のレイカーズはカリーム・アブドゥル＝ジャバー 、マジック・ジョンソン、ジェームス・ウォージーらスター選手を擁し、黄金時代を迎えていた。レイカーズは"ショータイム・バスケット"と称した華やかな速攻を中心としたオフェンスを展開し、リーグを席巻。スコットもシューター、あるいは速攻の一番手を駆ける選手として重要な役割を果たし、カリームのリバウンドからマジックのパスを受けてスコットのスリーポイントシュート、あるいはダンクというラインはレイカーズの重要な得点パターンの一つだった。またスコットは優秀なディフェンダーでもあり、攻守両面でチームに貢献していた。
スコット2年目の1984-85シーズン、レイカーズはファイナルで因縁のライバルチームボストン・セルティックスを破り、優勝を果たす。スコットは早くも1つ目のチャンピオンリングを手に入れた。1986-87シーズンでもレイカーズはセルティックスを破り、スコットは2つ目のチャンピオンリングを手に入れる。そして翌1987-88シーズンにスコットはキャリア初、そして唯一となる平均20得点を突破する平均21.7得点を記録。これはウォージーやマジックらを抑えたチームハイの成績だった。レイカーズはファイナルでセルティックスの代わりに新たに台頭してきたデトロイト・ピストンズを降し、連覇を果たした。スコットが手に入れたチャンピオンリングは3つとなった。
以後もスコットはウォージー、マジックに次ぐチーム3番目のスコアラーとして活躍。レイカーズも依然としてリーグ有数の強豪だったが、新たに台頭したピストンズ、フェニックス・サンズ、そしてシカゴ・ブルズに阻まれ、優勝からは遠ざかった。1990年代に入り30歳を越えたスコットは成績が次第に下降し始めた。そしてレイカーズもカリーム、マジックら中心選手が次々と引退し、ショータイムは終焉の時を迎えた。そしてスコットも10シーズンプレイしてきたレイカーズを離れ、1993年にインディアナ・ペイサーズに移籍することになった。

### ショータイム以後
ペイサーズでは優勝経験の豊富なベテランとしての役割が求められ、レジー・ミラーの控えとしてプレイした。ペイサーズでは2シーズンプレイし、1995年には新たに創設されたバンクーバー・グリズリーズに移籍した。創設1年目のグリズリーズではキャリアで初めてプレイオフ不出場を経験した。
グリズリーズで1シーズンだけプレイした後、スコットは3シーズンぶりに古巣のロサンゼルス・レイカーズに復帰する。スコット不在の間にレイカーズは大物センターシャキール・オニールを獲得し、再建に成功していた。またスコットがレイカーズに復帰した時、コービー・ブライアントはルーキーだった。スコットは平均6.7得点を記録したこの1996-97シーズンを最後に、NBAから退くことになった。
NBAキャリア通算成績は1073試合に出場、平均14.3得点2.8リバウンド2.5アシスト1.1スティール。FG成功率48.2%、スリーポイントシュート成功率37.0%、フリースロー成功率83.3%。

### ヨーロッパへ

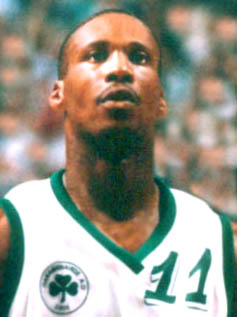
スコットはパナシナイコスBCで、選手生活の最後を締め括った。(1998年)

35歳のスコットはNBAからは引退したが、現役選手としては引退せず、スコットはヨーロッパにプレイの場を求め、1997年にギリシャA1バスケットボールリーグの名門パナシナイコスBCと契約。スコットはパナシナイコスで1シーズンしかプレイしなかったが、36歳のスコットはパナシナイコスに大きな足跡を残す。
1997-98シーズン、スコットは平均18.3得点3.1リバウンド2.2アシストの好成績を記録し、チームをリーグのプレイオフ決勝に導いた。決勝ではPAOKテッサロニキにと対戦。テッサロキニキには後にNBAのスター選手となるペジャ・ストヤコヴィッチが所属していた。スコットはこの名シューターを好ディフェンスで苦しめ、シリーズ最終戦の第5戦ではフィールドゴール成功数3本に抑え、自らは23得点を記録した。パナシナイコスは優勝を果たし、スコットはファイナルMVPを獲得した。スコットは選手キャリアの最後を有終の美で締めくくった。

## 通算成績
| † | NBAチャンピオン |

### NBA

#### レギュラーシーズン
| シーズン | チーム       | GP   | GS  | MPG  | FG%  | 3P%  | FT%  | RPG | APG | SPG | BPG | PPG  |
| -------- | ------------ | ---- | --- | ---- | ---- | ---- | ---- | --- | --- | --- | --- | ---- |
| 1983–84  | レイカーズ   | 74   | 49  | 22.1 | .484 | .235 | .806 | 2.2 | 2.4 | 1.1 | .3  | 10.6 |
| 1984–85† | レイカーズ   | 81   | 65  | 28.5 | .539 | .433 | .820 | 2.6 | 3.0 | 1.1 | .2  | 16.0 |
| 1985–86  | レイカーズ   | 76   | 62  | 28.8 | .513 | .361 | .784 | 2.5 | 2.2 | 1.1 | .2  | 15.4 |
| 1986–87† | レイカーズ   | 82   | 82  | 33.3 | .489 | .436 | .892 | 3.5 | 3.4 | 1.5 | .2  | 17.0 |
| 1987–88† | レイカーズ   | 81   | 81  | 37.6 | .527 | .346 | .858 | 4.1 | 4.1 | 1.9 | .3  | 21.7 |
| 1988–89  | レイカーズ   | 74   | 73  | 35.2 | .491 | .399 | .863 | 4.1 | 3.1 | 1.5 | .4  | 19.6 |
| 1989–90  | レイカーズ   | 77   | 77  | 33.7 | .470 | .423 | .766 | 3.1 | 3.6 | 1.0 | .4  | 15.5 |
| 1990–91  | レイカーズ   | 82   | 82  | 32.1 | .477 | .324 | .797 | 3.0 | 2.2 | 1.2 | .3  | 14.5 |
| 1991–92  | レイカーズ   | 82   | 82  | 32.7 | .458 | .344 | .838 | 3.8 | 2.8 | 1.3 | .3  | 14.9 |
| 1992–93  | レイカーズ   | 58   | 53  | 28.9 | .449 | .326 | .848 | 2.3 | 2.7 | .9  | .2  | 13.7 |
| 1993–94  | ペイサーズ   | 67   | 2   | 17.9 | .467 | .365 | .805 | 1.6 | 2.0 | .9  | .1  | 10.4 |
| 1994–95  | ペイサーズ   | 80   | 1   | 19.1 | .455 | .389 | .850 | 1.9 | 1.4 | .8  | .2  | 10.0 |
| 1995–96  | グリズリーズ | 80   | 0   | 23.7 | .401 | .335 | .835 | 2.4 | 1.5 | .8  | .3  | 10.2 |
| 1996–97  | レイカーズ   | 79   | 8   | 18.2 | .430 | .388 | .841 | 1.5 | 1.3 | .6  | .2  | 6.7  |
| Career   |              | 1073 | 717 | 28.1 | .482 | .370 | .833 | 2.8 | 2.5 | 1.1 | .3  | 14.1 |

#### プレーオフ
| シーズン | チーム     | GP  | GS  | MPG  | FG%  | 3P%  | FT%  | RPG | APG | SPG | BPG | PPG  |
| -------- | ---------- | --- | --- | ---- | ---- | ---- | ---- | --- | --- | --- | --- | ---- |
| 1984     | レイカーズ | 20  | 0   | 20.2 | .460 | .200 | .600 | 1.9 | 1.7 | .9  | .1  | 8.6  |
| 1985†    | レイカーズ | 19  | 19  | 30.8 | .517 | .476 | .795 | 2.7 | 2.6 | 2.2 | .2  | 16.9 |
| 1986     | レイカーズ | 14  | 14  | 33.6 | .497 | .353 | .905 | 3.9 | 3.0 | 1.4 | .1  | 16.0 |
| 1987†    | レイカーズ | 18  | 18  | 33.8 | .490 | .206 | .791 | 3.4 | 3.2 | 1.1 | .2  | 14.8 |
| 1988†    | レイカーズ | 24  | 24  | 37.4 | .499 | .436 | .865 | 4.2 | 2.5 | 1.4 | .2  | 19.6 |
| 1989     | レイカーズ | 11  | 11  | 36.5 | .494 | .385 | .836 | 4.1 | 2.3 | 1.6 | .2  | 19.9 |
| 1990     | レイカーズ | 9   | 9   | 36.1 | .462 | .382 | .769 | 4.1 | 2.6 | 2.2 | .3  | 13.4 |
| 1991     | レイカーズ | 18  | 18  | 37.7 | .511 | .526 | .794 | 3.2 | 1.6 | 1.3 | .2  | 13.2 |
| 1992     | レイカーズ | 4   | 4   | 37.0 | .500 | .583 | .889 | 2.5 | 3.5 | 1.5 | .3  | 18.8 |
| 1993     | レイカーズ | 5   | 5   | 35.4 | .500 | .533 | .783 | 2.2 | 1.8 | 1.0 | .0  | 13.6 |
| 1994     | ペイサーズ | 16  | 0   | 14.9 | .396 | .474 | .784 | 2.1 | 1.3 | .8  | .1  | 7.8  |
| 1995     | ペイサーズ | 17  | 0   | 17.5 | .340 | .265 | .882 | 1.5 | .9  | .6  | .1  | 6.1  |
| 1997     | レイカーズ | 8   | 0   | 16.8 | .455 | .364 | .895 | 1.5 | 1.4 | .1  | .0  | 6.4  |
| Career   |            | 183 | 122 | 29.3 | .482 | .395 | .819 | 2.9 | 2.1 | 1.2 | .2  | 13.4 |

## コーチキャリア
スコットのコーチキャリアは1998年、サクラメント・キングスのアシスタントコーチから始まった。スコットはシューティング専門のコーチとして、チームのスリーポイントシュート成功率の向上に貢献した。

### ニュージャージー・ネッツ
2000年にスコットはニュージャージー・ネッツのヘッドコーチに抜擢される。ヘッドコーチデビューとなった2000-01シーズンは、故障者が多かったこともあり26勝56敗と振るわなかった。しかしオフにネッツは重要なトレードを行う。それはステフォン・マーブリーとジェイソン・キッドのトレードだった。マーブリーの代わりに得たキッドはネッツを全く別のチームに作り変えてしまった。翌2001-02シーズン、ネッツは大躍進を遂げ、52勝30敗と勝ち星を前シーズンから倍に伸ばした。プレーオフでも快進撃は続き、ファイナルにまで進出。対戦相手はスコットの古巣、ロサンゼルス・レイカーズだった。シャキール・オニールとコービー・ブライアントのコンビはスコットのチームを粉砕してしまい、ネッツは4戦全敗で敗退した。翌2002-03シーズンもファイナルに進出したが、今度はサンアントニオ・スパーズの前に敗れた。
スコットとキッドはネッツを強豪チームに育て上げたが、2人の仲は決して良好とは言えず、試合中にスコットが指示したことをキッドが拒否することもあった。そして2003-04シーズン、チームは序盤から安定感を欠き、またキッドとの不仲が公に報じられるようになり、試合中のタイムアウト中に、キッドと掴み合いの喧嘩をする寸前まで発展するなど、両者の関係は悪化していた。結局スコットはシーズン中にヘッドコーチから解任された。

### ニューオーリンズ・ホーネッツ
2005年、スコットはニューオーリンズ・ホーネッツのヘッドコーチに就任した。当時ホーネッツは低迷中だったが、スコットのヘッドコーチ就任、そして2005年のNBAドラフトでクリス・ポールを指名したことで状況は好転し始めた。ヘッドコーチとしての1年目のシーズン開幕前にニューオーリンズをおそったハリケーン・カトリーナの影響でチームはオクラホマシティを1シーズン本拠地とした。
スコットがホーネッツを指揮して2年目の2006-07シーズン、チームはかつてスコットがギリシャ時代に対戦し、またキングスのアシスタントコーチ時代には所属選手としてコーチしたペジャ・ストヤコヴィッチを獲得するなど、プレーオフ進出を目指して大幅な補強を行った。しかしストヤコヴィッチはシーズンの大半を欠場し、他にも故障者が続出したことからチームは勝率5割を僅かに割り、プレーオフ進出はならなかった。
しかし翌2007-08シーズン、万全の体勢で臨んだホーネッツは大躍進を果たし、56勝26敗の成績でチーム史上初めて地区優勝を飾った。スコットは初めてNBAオールスターゲームのウェストチームをヘッドコーチとして指揮し、さらにNBA最優秀コーチ賞に輝いた。
2009-2010シーズンの開幕ダッシュに失敗し、スコットはシーズン序盤で解任された。

### クリーブランド・キャバリアーズ
2010年、クリーブランド・キャバリアーズのヘッドコーチに就任。スーパースターであるレブロン・ジェームズが抜けたチームの再建を託された。しかしチームを再建させることができず、2013年オフに解任された。

### ロサンゼルス・レイカーズ
2014年7月、ロサンゼルス・レイカーズのヘッドコーチに就任した。しかし、1年目は21勝61敗、2年目の2015-16シーズンも17勝65敗に終わり、同シーズン終了後に解任された。

### 解説者に専念
2017年8月6日、スコットはコーチの仕事から退き、ESPNの解説者に専念すると表明した。

## ヘッドコーチ記録
| チーム         | シーズン | G    | W   | L   | W–L% | シーズン結果     | PG | PW | PL | PW–L% | 最終結果                         |
| -------------- | -------- | ---- | --- | --- | ---- | ---------------- | -- | -- | -- | ----- | -------------------------------- |
| ネッツ         | 2000–01  | 82   | 26  | 56  | .317 | 6th in Atlantic  | —  | —  | —  | —     | Missed Playoffs                  |
| ネッツ         | 2001–02  | 82   | 52  | 30  | .634 | 1st in Atlantic  | 20 | 11 | 9  | .550  | ファイナル敗退                   |
| ネッツ         | 2002–03  | 82   | 49  | 33  | .598 | 1st in Atlantic  | 20 | 14 | 6  | .700  | ファイナル敗退                   |
| ネッツ         | 2003–04  | 42   | 22  | 20  | .524 | (fired)          | —  | —  | —  | —     | —                                |
| ホーネッツ     | 2004–05  | 82   | 18  | 64  | .220 | 5th in Southwest | —  | —  | —  | —     | Missed Playoffs                  |
| ホーネッツ     | 2005–06  | 82   | 38  | 44  | .463 | 4th in Southwest | —  | —  | —  | —     | Missed Playoffs                  |
| ホーネッツ     | 2006–07  | 82   | 39  | 43  | .476 | 4th in Southwest | —  | —  | —  | —     | Missed Playoffs                  |
| ホーネッツ     | 2007–08  | 82   | 56  | 26  | .683 | 1st in Southwest | 12 | 7  | 5  | .583  | カンファレンスセミファイナル敗退 |
| ホーネッツ     | 2008–09  | 82   | 49  | 33  | .598 | 4th in Southwest | 5  | 1  | 4  | .200  | 1st.ラウンド敗退                 |
| ホーネッツ     | 2009–10  | 9    | 3   | 6   | .333 | (fired)          | —  | —  | —  | —     | —                                |
| キャバリアーズ | 2010–11  | 82   | 19  | 63  | .232 | 5th in Central   | —  | —  | —  | —     | Missed Playoffs                  |
| キャバリアーズ | 2011–12  | 66   | 21  | 45  | .318 | 5th in Central   | —  | —  | —  | —     | Missed Playoffs                  |
| キャバリアーズ | 2012–13  | 82   | 24  | 58  | .293 | 5th in Central   | —  | —  | —  | —     | Missed Playoffs                  |
| レイカーズ     | 2014–15  | 82   | 21  | 61  | .256 | 5th in Pacific   | —  | —  | —  | —     | Missed Playoffs                  |
| Career         |          | 1019 | 437 | 582 | .429 |                  | 57 | 33 | 24 | .579  |                                  |

## 指導スタイル
直立不動のヘッドコーチとして知られる。NBAのコーチの中には試合中に大きな声や身振り手振りで選手に指示をする者も多いが、スコットは腕組みをしたまま寡黙に試合の行方を見守る。またチームに優秀な司令塔がいるためか選手任せとの声も聞かれ、タイムアウトでの戦術的な指示はアシスタントコーチに任せ、自身は叱咤激励だけするというスタイルである。
もっともスコットのコーチングスタイルは、レイカーズ時代の恩師であり、起用法を巡って確執があったというパット・ライリーのスタイルとそっくりだと揶揄されている。

## 脚註
1. ↑  Scott says he will be Lakers' new coach---NBA.com
2. ↑  Lakers Fire Coach Byron Scott
3. ↑  Byron Scott retires from coaching